# Phyllanthus oxycarpus
Phyllanthus oxycarpus är en emblikaväxtart som beskrevs av Johannes Müller Argoviensis. Phyllanthus oxycarpus ingår i släktet Phyllanthus och familjen emblikaväxter.
Artens utbredningsområde är Sumatera. Inga underarter finns listade i Catalogue of Life.